# Ferrocarril Urbano de Antofagasta
El Ferrocarril Urbano de Antofagasta (FUA) fue un sistema de carros a tracción animal (también denominado «carros o tranvías de sangre») existente en la ciudad homónima entre 1893 y 1914. Fue uno de los primeros medios de transporte colectivo en la localidad.

## Historia

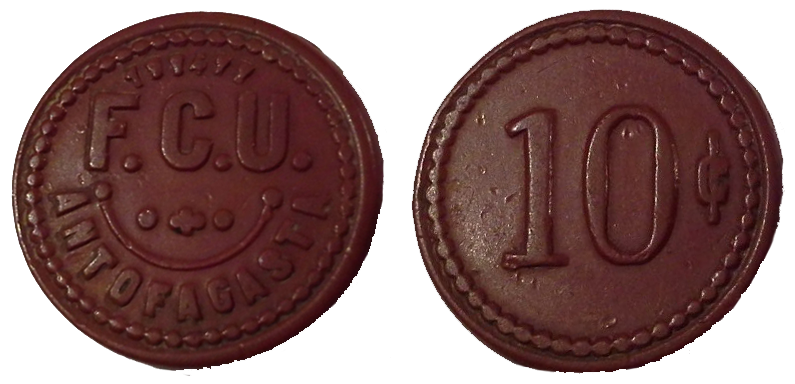
Ficha de 10 centavos del Ferrocarril Urbano de Antofagasta.

La primera propuesta presentada ante el municipio antofagastino fue hecha por Luis Benjamín Rider y L. Guzmán el 20 de marzo de 1892, quienes solicitaron tender rieles hasta el sector de Playa Blanca. En marzo del mismo año Eleazar Miranda presenta otra propuesta similar, la cual es aceptada y en junio se le entrega la concesión para construir y operar el ferrocarril urbano.
Eleazar Miranda había adquirido los rieles que pertenecían al antiguo ferrocarril de Mejillones a Caracoles, que había sido destruido por el terremoto y maremoto de 1877. El Ferrocarril Urbano de Antofagasta inició sus servicios en 1893. Los carros fueron construidos en la misma ciudad de Antofagasta, y la estación principal del tranvía estaba ubicada en avenida Brasil (actual José Miguel Carrera, frente al Parque Brasil) número 3, entre las actuales calles José Santos Ossa y Hugo Silva Endeiza.
Entre 1901 y 1907 el tranvía movilizó entre 500 000 y 1 346 000 pasajeros. El ancho de vía fue de 914 mm hasta 1900, pasando a 1150 mm entre 1901 y 1904, y finalmente fue de 1070 mm.
En 1906 el sistema fue vendido a Guillermo Julio y Abdón Barraza, quienes lo administraron hasta que la concesión expiró en 1914 y los tranvías fueron dados de baja.
El 27 de abril de 2015 uno de los carros del Ferrocarril Urbano de Antofagasta, ubicado en la Casa Central de la Universidad Católica del Norte junto con otras 4 máquinas asociadas al transporte ferroviario de la zona, fue declarado Monumento Histórico.

## Trazado
Hacia el año final de operación del tranvía (1914), el tranvía circulaba por diferentes calles de Antofagasta, estableciendo varias rutas para sus recorridos.